# Mouvement d'indépendance tibétain

Free Tibet.

Le mouvement d'indépendance tibétain est un mouvement visant à établir le Tibet historique, comprenant les trois provinces traditionnelles de l'Amdo, du Kham et de l'Ü-Tsang comme un État indépendant. Le mouvement est principalement mené par les Tibétains en exil avec le soutien d'individus et d'organisations extérieur au Tibet. Parmi ces soutiens on trouve plusieurs personnalités américaines et européennes, et quelques fidèles non-tibétains du bouddhisme tibétain. Le niveau de soutien pour le mouvement dans la région autonome du Tibet et les autres secteurs tibétains de la république populaire de Chine est difficile à évaluer.
2013 était l'année de l'indépendance tibétaine pour les sympathisants de la cause en Inde . 

#### Autres lectures
- Ani Pachen, Adelaide Donnely (2001). Et que rien ne te fasse peur, éditions Lattès (NIL),  (ISBN 2841112152)
- Mikel Dunham, Les guerriers de Bouddha : Une histoire de l'invasion du Tibet par la Chine, de la résistance du peuple tibétain et du rôle joué par la CIA, Actes Sud, 2007,  (ISBN 978-2742765126)
- (en) Dowman, Keith (1988). The Power-Places of Central Tibet: The Pilgrim's Guide. Routledge & Kegan Paul. London,  (ISBN 0-7102-1370-0). New York,  (ISBN 0-14-019118-6).
- (en) Goldstein, Melvyn C.; avec Gelek Rimpoché. A History of Modern Tibet, 1913-1951: The Demise of the Lamaist State. Munshiram Manoharlal Publishers (1993),  (ISBN 81-215-0582-8). University of California (1991),  (ISBN 0-520-07590-0).
- (en) Grunfield, Tom (1996). The Making of Modern Tibet.  (ISBN 1-56324-713-5).
- (en) Thupten Jigme Norbu, Colin Turnbull (1968). Tibet: Its History, Religion and People. Reprint: Penguin Books (1987).
- (en) John Powers,  (2000). The Free Tibet Movement: A Selective Narrative. Journal of Buddhist Ethics 7
- Geoffrey Samuel, (1993). Civilized Shamans: Buddhism in Tibetan Societies.  Smithsonian  (ISBN 1-56098-231-4).
- (en) Schell, Orville (2000). Virtual Tibet: Searching for Shangri-La from the Himalayas to Hollywood. Henry Holt.  (ISBN 0-8050-4381-0).
- (en) Rolf Stein, (1962). Tibetan Civilization. First published in French; English translation by J. E. Stapelton Driver. Reprint: Stanford University Press (with minor revisions from 1977 Faber & Faber edition), 1995.  (ISBN 0-8047-0806-1).
- (en) Thurman, Robert (2002). Robert Thurman on Tibet. DVD. ASIN B00005Y722.
- (en) Wilby, Sorrel (1988). Journey Across Tibet: A Young Woman's 1900-Mile Trek Across the Rooftop of the World. Contemporary Books.  (ISBN 0-8092-4608-2).
- (en) Wilson, Brandon (2005). Yak Butter Blues: A Tibetan Trek of Faith. Pilgrim's Tales.  (ISBN 0977053660),  (ISBN 0977053679).